# Xestoleberis margaritea
Xestoleberis margaritea is een mosselkreeftjessoort uit de familie van de Xestoleberididae. De wetenschappelijke naam van de soort is voor het eerst geldig gepubliceerd in 1866 door Brady.